# Rainforest Trust
Le Rainforest Trust (anciennement World Land Trust-US and World Parks Endowment) est une organisation non gouvernementale (à but non lucratif) de dotation sur les aires protégées classées en parcs nationaux. Elle est basée en Virginie.

## Le logo
C'est un jaguar que l'ONG a choisi comme logo, en raison du fait que cet animal est ou était présent dans une grande partie des territoires où l'association travaille en Amérique latine, et aussi car il est le symbole d'une naturalité relativement conservée dans les zones de forêt où il se reproduit encore.

## Histoire
Cette organisation a été créée le 8 décembre 1988 aux États-Unis pour protéger les habitats d'espèces menacées.
Son siège est basé à New York mais elle est active ou présente dans divers pays d'Asie tropicale, en Afrique et en Amérique latine.
En 2006, elle s'est affiliée au World Land Trust (en), une autre ONG basée au Royaume-Uni et s'est rebaptisé World Land Trust-US, chacune de ces deux organisations cherchant à optimiser leurs moyens et minimiser leurs dépenses pour pouvoir apporter plus de fonds à des projets de restauration, protection et gestion de la nature sur le terrain.
Le 16 septembre 2013, lors du 25e anniversaire de l'organisation, le World Land Trust-US a changé son nom pour devenir Rainforest Trust, sans rien changer à son partenariat avec le World Land Trust au Royaume-Uni.

## Missions, objectifs et méthodes de travail

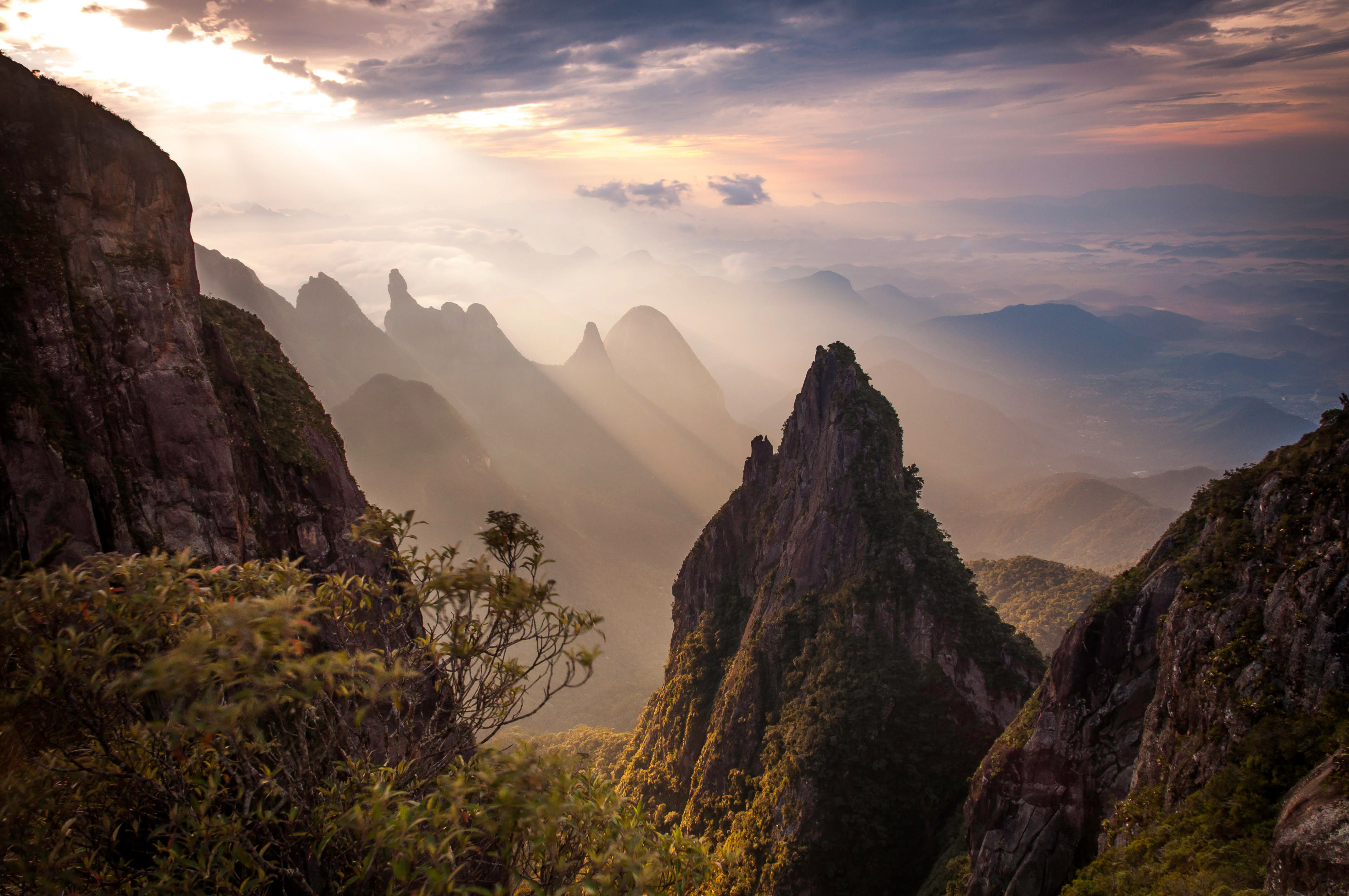
Les montagnes et aiguilles boisées de la Serra dos Órgãos où le Rainforest trust développe une aire protégée (Reserva Ecologica De Guapi Assu)

L'association cherche à protéger les territoires et habitats abritant encore des espèces menacées et/ou des écosystèmes menacés.
Pour cela elle finance l'achat d'étendues foncières plus ou moins vastes par des ONG locales afin d'y mettre en œuvre des plans de conservation et restauration de la naturalité, de façon similaire au travail fait par les conservatoires et créateurs de réserves naturelles.
L'ONG finance aussi parfois des programmes de réintroduction. L'ONG s'est notamment intéressée à La forêt tropicale atlantique en tant que « l'une des écorégions les plus importantes du monde et point chaud de biodiversité, mais hélas considérée comme le deuxième biome le plus menacé de la planète ; seuls 7 % de la forêt originelle restent, et ce qui est laissé est de plus en plus fragmenté ». À titre d'exemple la Reserva Ecologica De Guapi Assu (REGUA) vise à protéger ce type de milieu sur 1248 hectares à environ 80 km au Nord-est de Rio de Janeiro dans les montagnes et aiguilles boisées de la Serra dos Órgãos).
Pour aider à écrire et décliner in situ les mesures de conservation, l'ONG fournit aussi des formations, des capitaux et des équipements pour la gestion environnementale dans certaines zones économiquement défavorisées.
Le Rainforest Trust offre également de compenser les émissions de carbone d'individus, de collectivités et/ou d'entreprises

## Investissements et objectifs quantitatifs
La plupart des achats fonciers sont faits à une moyenne de 100 $ l'acre, ce qui a permis à l'ONG depuis sa fondation, de sauver ou protéger près de 8.000.000 acres (32 000 km2) de terres de forêt tropicale, mais l'association voudrait atteindre 20 millions d'acres protégés en 2020.

## Gouvernance

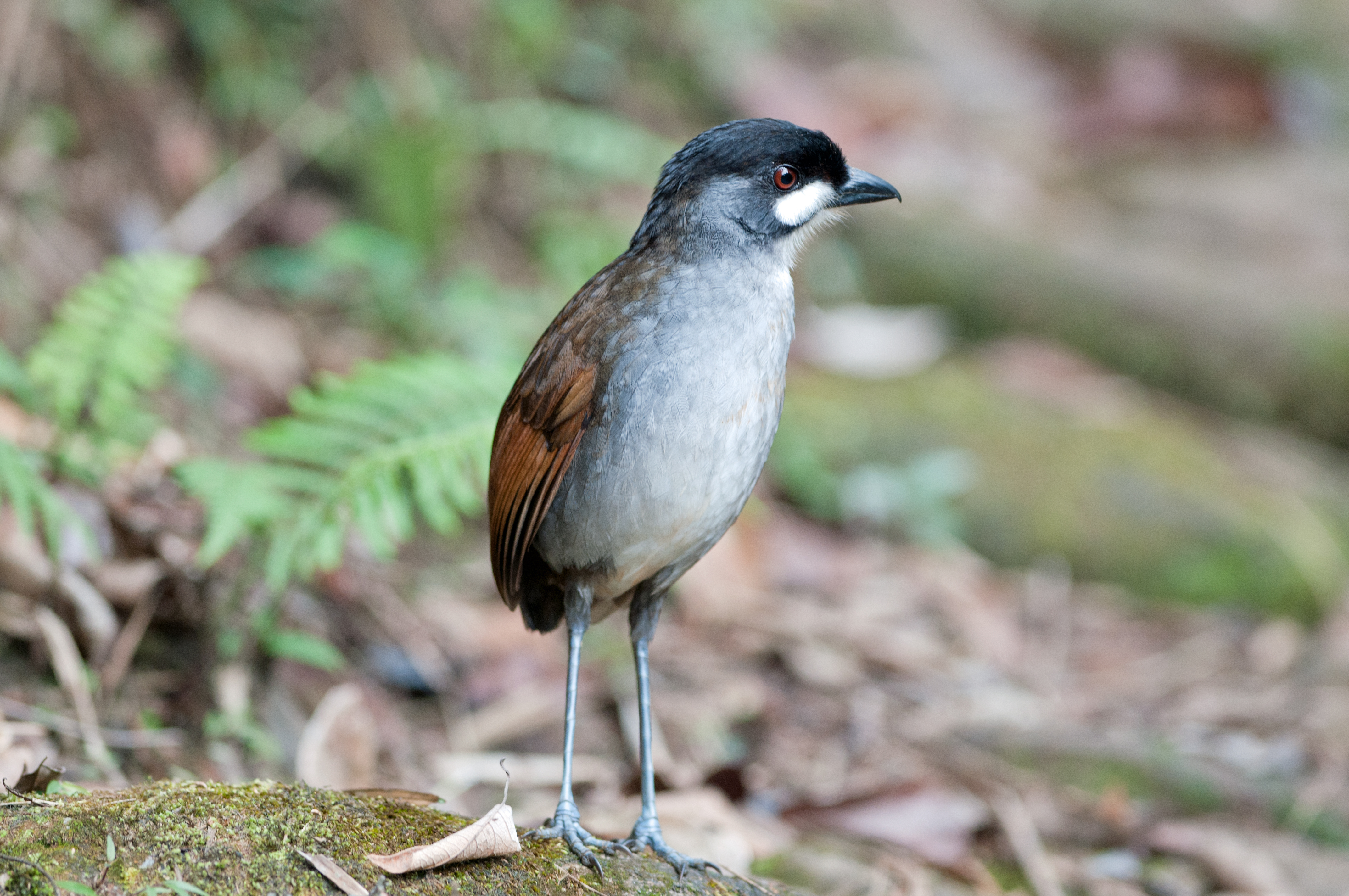
Jocotoco antpitta, co-découvert en 1997 par Robert S. Ridgely, actuel président du Rainforest trust

- L'actuel président (Robert S. Ridgely) est ornithologue, expert en oiseaux néotropicaux, à propos desquels il a publié plusieurs ouvrages[6]. Il travaille dans le domaine de la conservation depuis longtemps et est le co-découvreur (en 1997) du Jocotoco antpitta, un petit oiseau dont la description scientifique a été publiée en 1999.
- Le directeur de l'ONG (Paul Salaman) est également écologue et ornithologue ; il a consacré sa vie à protéger des milieux ou espèces tropicales. À 19 ans il a découvert le Choco vireo (un petit passereau classé dans la famille des Vireonidae) et a vendu les droits de dénomination scientifique à des fins de conservation, générant ainsi 75 000 $. En 1998, il a co-fondé la Fondation ProAves en Colombie[7].

## Exemples de projets soutenus parRainforest Trust
- Fundación de Conservación Jocotoco Protection d'habitats menacés en Ecuador,
- Fundación ProAves  Protection d'habitats menacés en  Colombie,
- Asociacion Armonía  Protection d'habitats menacés en  Bolivie,
- Reserva Ecologica de Guapiaçu (REGUA)  Brésil protection d'espaces de forêt atlantique,
- Madagasikara Voakajy  Protection d'habitats menacés à Madagascar,
- Land Empowerment Animals People  Protection d'habitats menacés en Malaysie,

## Reconnaissance ou récompenses
Pour son rapport coût-efficacité et sa transparence, le Rainforest trust a constamment reçu une note de 4 étoiles par Charity Navigator (la plus haute cote disponible).